# ملوین منهوف
ملوین منهوف (انگلیسی: Melvin Manhoef؛ زادهٔ ۱۱ مهٔ ۱۹۷۶) ورزشکار هنرهای رزمی ترکیبی اهل سورینام است.